# Lesotho Premier League

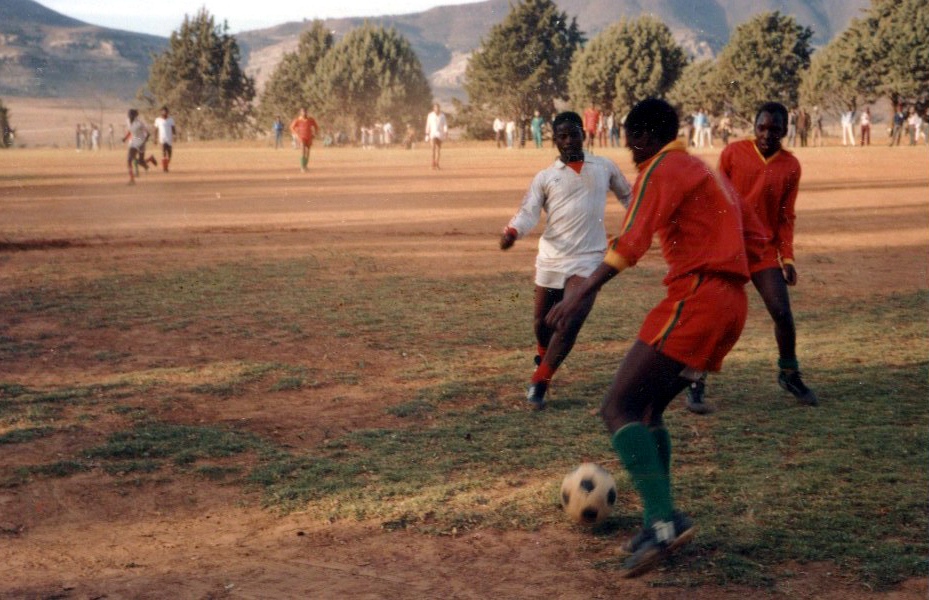
Erstligaspiel der Roma Rovers in Roma (1990)

Die Lesotho Premier League ist seit 1970 die höchste Spielklasse der Lesotho Football Association (Lefa) in Lesotho. Rekordmeister ist mit elf Titeln der Matlama FC aus der Hauptstadt Maseru.

## Sponsoren
Seit 2002 hatte die Liga folgende Sponsorennamen:
- 2002–2009: Buddie Premier League (Econet Telecom Lesotho)
- 2009–2017: Vodacom Premier League (Vodacom Lesotho)
- seit 2017: Econet Premier League (Econet Telecom Lesotho)

## Saison 2023
In der Saison 2023 nahmen die folgenden 16 Mannschaften am Spielbetrieb teil:
- Bantu Rovers, Mafeteng (Meister)
- CCX FC, Hlotse
- Galaxy, Hlotse
- Lesotho Correctional Services FC, Maseru
- Lesotho Defence Force FC, Maseru
- Lesotho Mounted Police Service FC, Maseru
- Lifofane FC, Butha-Buthe
- Lioli FC, Teyateyaneng
- Liphakoe FC, Quthing
- Lijabatho FC, Morija
- Linare FC, Hlotse
- Machokha FC
- Manonyane FC
- Matlama FC, Maseru
- Naughty Boys FC
- Swallows, Mazenod

## Liste der Meister
- 1970: Maseru United
- 1971: Majantja FC (Mohale’s Hoek)
- 1972: Police (Maseru)
- 1973: Linare FC (Leribe)
- 1974: Matlama FC (Maseru)
- 1975: Maseru FC
- 1976: Maseru United
- 1977: Matlama FC (Maseru)
- 1978: Matlama FC (Maseru)
- 1979: Linare FC (Leribe)
- 1980: Linare FC (Leribe)
- 1981: Maseru Brothers
- 1982: Matlama FC (Maseru)
- 1983: Lesotho Paramilitary Forces (Maseru)
- 1984: Lesotho Paramilitary Forces (Maseru)
- 1985: Lioli (Teyateyaneng)
- 1986: Matlama FC (Maseru)
- 1987: Royal Lesotho Defence Force  (Maseru)
- 1988: Matlama FC (Maseru)
- 1989: Arsenal (Maseru)
- 1990: Royal Lesotho Defence Force  (Maseru)
- 1991: Arsenal (Maseru)
- 1992: Matlama FC (Maseru)
- 1993: Arsenal (Maseru)
- 1994: Royal Lesotho Defence Force  (Maseru)
- 1995: Majantja FC (Mohale’s Hoek)
- 1996: Roma Rovers FC (Roma)
- 1997: Royal Lesotho Defence Force  (Maseru)
- 1998: Royal Lesotho Defence Force  (Maseru)
- 1999: Royal Lesotho Defence Force  (Maseru)
- 2000: Lesotho Prisons Service (Maseru)
- 2001: Lesotho Defence Force  (Maseru)
- 2002: Lesotho Prisons Service (Maseru)
- 2003: Matlama FC (Maseru)
- 2004: Lesotho Defence Force  (Maseru)
- 2005: Likhopo FC (Maseru)
- 2006: Likhopo FC (Maseru)
- 2007: Lesotho Correctional Services (Maseru)
- 2008: Lesotho Correctional Services (Maseru)
- 2009: Lioli (Teyateyaneng)
- 2010: Matlama FC (Maseru)
- 2011: Lesotho Correctional Services (Maseru)
- 2012: Lesotho Correctional Services (Maseru)
- 2013: Lioli (Teyateyaneng)
- 2014: Bantu FC (Mafeteng)
- 2015: Lioli (Teyateyaneng)
- 2016: Lioli (Teyateyaneng)
- 2017: Bantu FC (Mafeteng)
- 2018: Bantu FC (Mafeteng)
- 2019: Matlama FC (Maseru)
- 2020: Bantu FC (Mafeteng)
- 2021/22:  Matlama FC (Maseru)
- 2022/23:  Bantu Rovers (Mafeteng)
- 2023/24: Lioli (Teyateyaneng)
- 2024/25: Lioli (Teyateyaneng)